# Bridgepoint Capital
Bridgepoint Capital ist eine europäische Private-Equity-Gesellschaft, die sich auf Unternehmen des Mittelstands spezialisiert hat. Das Unternehmen ist im FTSE 250 Index notiert. Bridgepoint Capital wurde 1984 als NatWest Equity Partners gegründet, dem Private-Equity-Arm der National Westminster Bank. Im Rahmen eines Management-Buy-outs wurde die Firma dann 2000 in Bridgepoint Capital umbenannt.
Für das Geschäftsjahr 2019 wies das Unternehmen Niederlassungen in elf Ländern und 19,3 Milliarden Euro Assets under management aus.

## Beteiligungen
| Unternehmen                    | Tätigkeitsfeld                           | Umsatz     | Anzahl Mitarbeiter | Kaufjahr |
| ------------------------------ | ---------------------------------------- | ---------- | ------------------ | -------- |
| 1st Credit                     | Forderungskauf                           | 50 Mio. €  | 174                | 2004     |
| Acteon                         | Dentalmedizin                            | 145 Mio. € | 800                | 2016     |
| AHT Cooling Systems            | Kühltruhen                               | 385 Mio. € | 1170               | 2013     |
| A-Katsastus                    | Autowerkstätten                          | 112 Mio. € | 1230               | 2006     |
| Azzurri                        | Restaurantkette                          | 241 Mio. € | 5108               | 2015     |
| Calypso                        | Softwarehersteller                       | 175 Mio. € | 700                | 2016     |
| Care UK                        | Altenheime                               | 860 Mio. € | 22000              | 2010     |
| Casino France Operations       | Glücksspiel                              | 5 Mio. €   | 50                 | 2010     |
| Compagnie Stéphanoise de Santé | Krankenhausbetreiber                     | 100 Mio. € | 1100               | 2011     |
| Cruise.co.uk                   | Online-Reisevermittler für Schiffsreisen | 151 Mio. € | 225                | 2016     |
| CTL Logistics                  | Güterverkehrseisenbahn                   | 172 Mio. € | 1769               | 2008     |
| eFront                         | Software für die Finanzindustrie         | 86 Mio. €  | 594                | 2014     |
| Evander                        | Schlüsseldienst                          | 47 Mio. €  | 520                | 2011     |
| Fat Face                       | Bekleidungskette                         | 241 Mio. € | 3106               | 2007     |
| Flexitallic                    | Dichtungen                               | 215 Mio. € | 1200               | 2013     |
| Infinitas Learning             | Bildungsverlag                           | 213 Mio. € | 747                | 2007     |
| Inspired Thinking Group        | Marketing                                | 70 Mio. €  | 305                | 2014     |
| Inspiring Learning             | Kinder- und Jugendfreizet                | 38 Mio. €  | 850                | 2016     |
| John Brown Media Group         | Content-Vermarktung                      | 46 Mio. €  | 223                | 2004     |
| KGH Customs Services           | Zolldienstleistungen                     | 49 Mio. €  | 600                | 2013     |
| Médipôle Partenaires           | Krankenhausbetreiber                     | 840 Mio. € | 12000              | 2011     |
| Memnon Networks                | Software für Speditionen                 | 16 Mio. €  | 110                | 2012     |
| Moneycorp                      | Wechselstube                             | 154 Mio. € | 911                | 2014     |
| Oasis Dental                   | Zahnarztkette                            | 289 Mio. € | 2900               | 2013     |
| Peyman                         | Lebensmittel                             | 8 Mio. €   | 406                | 2016     |
| Sapec Agro                     | Landwirtschaft                           | 237 Mio. € | 945                | 2016     |
| Shimtech Industries            | Passscheiben (Shims)                     | 65 Mio. €  | 562                | 2011     |
| Siblu Holdings                 | Freizeitparks                            | 98 Mio. €  | 537                | 2006     |
| Smyk                           | Handelskette                             | 376 Mio. € | 2681               | 2016     |
| Solhagagruppen                 | Behindertenpflege                        | 75 Mio. €  | 950                | 2010     |
| Trustly                        | Zahlungsdienstleister                    | 20 Mio. €  | 150                | 2014     |
| Vitamin Well                   | Getränkehersteller                       | 43 Mio. €  | 80                 | 2016     |
| Anaveo                         | Sicherheitslösungen                      | 70 Mio. €  | 320                | 2016     |
| Zenith                         | Leasing und Fuhrparkmanagement           | 491 Mio. £ | 1000               | 2017     |